# Limes Saxoniae

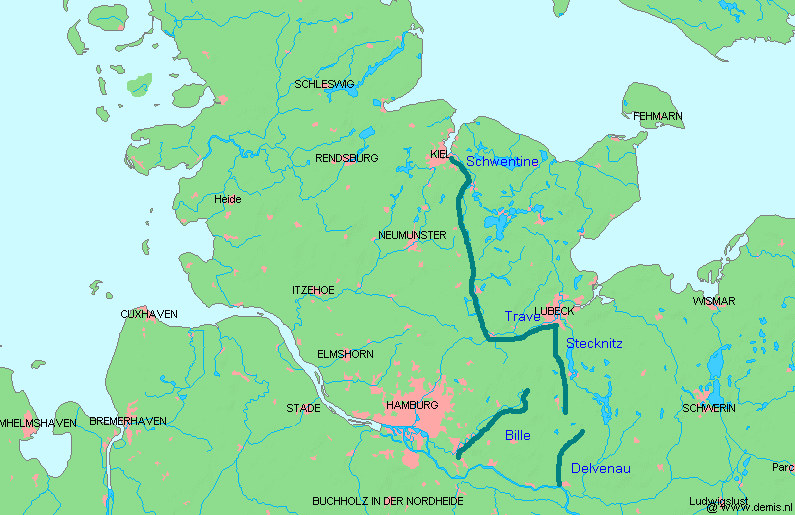
Limes Saxoniae

Il Limes Saxoniae era un confine non fortificato che dall'810 d. C. divideva l'influenza del popolo sassone dal territorio degli slavi Obodriti nella parte occidentale dello Schleswig-Holstein. 

## Sfondo storico
Il Limes Saxoniae, ovvero il "Confine della Sassonia" nella zona nord del corso dell'Elba, fu presumibilmente concordato con gli Obodriti da Carlo Magno verso l'810/811, durante il suo ultimo soggiorno nel nord della Germania, come anche il fiume Eider, che fu stabilito legalmente quale confine settentrionale dell'impero.
Questo confine si poteva però appena immaginare come luogo fortificato, bensì come una linea definita al centro di una vera e propria zona di confine paludosa e boscosa difficile da attraversare.
Con questa definizione di confine una parte dei territori sassoni concessi nell'804 da Carlo Magno agli Obodriti venne reincorporata dal Regno franco, che così si protendeva attraverso una stretta striscia di terra fra i fiumi Levensau e Schwentine fino al Mar Baltico.
Non sono note fortificazioni sistematiche lungo la linea del Limes. Così questa linea potrebbe anche non offrire una profonda difesa contro incursioni e ruberie da parte degli Obodriti, che potevano spingersi fino ad Amburgo, città che distrussero due volte: nel 1066 e nel 1072. 
Nella battaglia decisiva dell'inverno 1138/1139 gli slavi furono battuti dai sassoni di Enrico di Badewide. Dopo di che ebbe inizio la cristianizzazione e la colonizzazione dello Holstein orientale da parte di olandesi, fiamminghi e vestfali su incarico dei conti di Schauenburg ed Holstein.

## Sviluppo

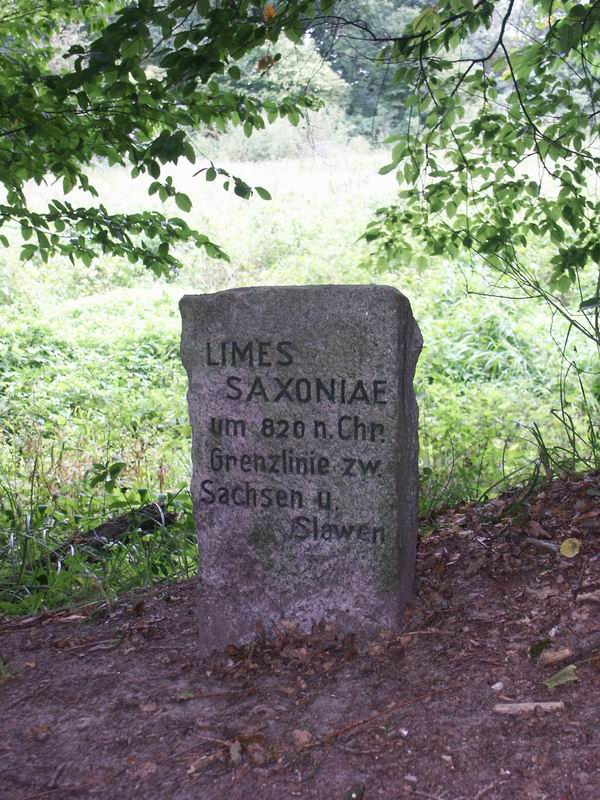
Limes Saxoniae presso Hornbek.

La linea si sviluppa secondo barriere naturali, fiumi paludi, foreste inaccessibili e non è in alcun modo sagomata o fortificata come il Limes romano. 
Adamo da Brema, verso il 1075, descrive, nel suo Gesta Hammaburgensis Ecclesiae Pontificum, il percorso del confine:
(Adamo da Brema, Gesta Hammaburgensis ecclesiae pontificum II libro, cap. 15b)

## Fonti
- (DE)  Quellen des 9. und 11. Jahrhunderts zur Geschichte der Hamburgischen Kirche und des Reiches. Übersetzt v. Werner Trillmich, Darmstadt, 1973, FvS Bd. IX